# 羅內莎·麥克格雷格
羅內莎·麥克格雷格（英語：Roneisha McGregor，1997年10月9日—），牙買加田徑運動員，她代表牙買加隊參加了日本舉行的2020年夏季奧林匹克運動會，並且在女子4×400米接力比賽上獲得銅牌。